# Бахамски острови (архипелаг)
Бахамските острови са архипелаг от 700 острова и коралови рифове в Атлантическия океан.
Част са от Карибския регион. Върху тях са разположени:
- държавата Бахамски острови, чиято столица е Насау;
- британското владение Търкс и Кайкос със столица Провидансиал.

## История

### Бахамски острови
През 1492 г. островите са открити от Христофор Колумб. В средата на 17 век се заселват първите английски колонизатори. През 1783 г. островите са обявени за британска колония и чак през 1964 г. получават вътрешно самоуправление. На 10 юли 1973 г. островите са провъзгласени за независима държава.

### Търкс и Кайкос
Островите Търкс и Кайкос са британско владение (сред многото в региона). Административният център е Кокбърн таун, а най-големият град е Провидансиал. Икономиката зависи главно от туризма. Валутата е американският долар. Населението е около 22 000 души, като 8 от 30 острова са населени. Прирастът на населението е положителен, главно заради голямата имиграция към островите.

## География

### Бахамски острови
Най-близкият до американския бряг остров е Бимини. Най-големият бахамски остров е Андрос (Бахамски острови). Столицата на страната град Насау е разположен на остров Андрос – най-гъсто населения бахамски остров. Всички бахамски острови са ниски, като най-високата точка на страната се намира на само 63 метра надморска височина. Климатът на островите е субтропичен и тропичен. Често покрай и през островите преминават опустошителни урагани.

### Търкс и Кайкос
Островите са предимно ниски, с красиви плажове и не много високи върхове.